# Panorpa lugubris
Panorpa lugubris är en näbbsländeart som först beskrevs av Nils Samuel Swederus 1787.  Panorpa lugubris ingår i släktet Panorpa och familjen skorpionsländor. Inga underarter finns listade i Catalogue of Life.